# Hemistola tenuilinea
Hemistola tenuilinea es una especie de polillas de la familia Geometridae, descrita por primera vez por el lepidopterólogo ruso Sergei Nikolaevich Alphéraky en 1897, con distribución en Japón, Corea y el sudeste de Rusia.